# L'Hurluberlu ou le Réactionnaire amoureux
L'Hurluberlu ou le Réactionnaire amoureux est une pièce de théâtre de Jean Anouilh créée à la Comédie des Champs-Élysées le 5 février 1959, dans une mise en scène de Roland Piétri ; les décors et costumes étaient signés de Jean-Denis Malclès et les robes de Pierre Celeyre. La pièce connut 488 représentations.

## Argument
« Voulant réformer le monde, [un général] s'aperçoit qu'il ne peut même pas faire régner l'ordre dans sa propre famille. »
Un jeune a l'idée de faire une pièce de théâtre chez le Général, plus précisément au fond de son jardin. Le Général est extrêmement jaloux et questionne tous ses amis pour savoir si c'est l'un d'eux qui a touché la main de sa femme car il ne veut pas la perdre. La fille du Général a été trahie par le ledit jeune homme : elle l'aimait mais il ne lui a pas dit qu'il devait se marier avec sa femme.

## Distribution
- Paul Meurisse
- Hubert Deschamps
- Marcel Pérès
- Édith Scob
- Paul Bisciglia
- Jacques Bertrand
- Jean Claudio
- Camille Guérini
- Christian Lude
- Marie Leduc
- Marie-José Martel
- Roland Piétri
- Jacqueline Lemaire
- Jean François Di Fiore
- Mise en scène : Roland Piétri
- Décors et costumes : Jean-Denis Malclès

## Reprises récentes
- 1987 : Mise en scène de Gérard Vergez au Théâtre du Palais-Royal, avec Michel Galabru, Jacques François, Thérèse Liotard, Guy Grosso, Marcel Cuvelier, Gérard Darrieu, François Lalande, Patrick Raynal, Annie Savarin, Tugot-Doris, Alicia Alonso, Vanessa Danne / Marie-Eugénie Maréchal (en alternance), Anne Meson-Poliakoff,  Cyril Aubin / Jérôme Gamet (en alternance), Cyril Poirier, Franck Ayas / Vincent David (en alternance), Maxime Mansion.